# Han Kuo-yu
Han Kuo-yu (chino tradicional: 韓國瑜; pinyin: Hán Guóyú; nacido el 17 de junio de 1957), también conocido por su nombre occidental Daniel Han, es un político taiwanés. Fue miembro del Yuan Legislativo desde 1993 hasta 2002, representando una parte del Condado de Taipéi por tres términos. Más tarde se convirtió en gerente general de Taipéi Agricultural Products Marketing Corporation. En 2017, Han impugnó la presidencia del Kuomintang, perdiendo ante Wu Den-yih. Han fue elegido alcalde de Kaohsiung en noviembre de 2018 y se convirtió en el primer político del Kuomintang desde Wu en 1998 en ocupar el cargo.

## Primeros años, educación y carrera
Han nació en Taiwán de padres de Henan, China, el 17 de junio de 1957. Estudió literatura inglesa en la Universidad de Soochow después de graduarse en la Academia Militar de la República de China y obtuvo una Maestría en Derecho en estudios de Asia Oriental de la Universidad Nacional de Chengchi. Antes de postularse para un cargo público, Han fue director de una escuela.

## Carrera política
Fue elegido por primera vez para el Yuan Legislativo en 1992 y permaneció en el cargo hasta 2002, sirviendo por un tiempo como líder del grupo del Partido Kuomintang de Taiwán (KMT). Como legislador, se hizo conocido por su personalidad combativa. Han luego se desempeñó como teniente de alcalde de Zhonghe bajo el mandato del alcalde Chiu Chui-yi.
Después de dejar la política, Han vivió en el Condado de Yunlin, donde se hizo amigo del exmagistrado del condado de Yunlin, Chang Jung-wei. Debido a su relación amistosa, se creía que Han era el aliado de Chang. En enero de 2013, con el apoyo de Chang, Han se convirtió en el gerente general de Taipéi Agricultural Products Marketing Corporation (TAPMC), una corporación de propiedad conjunta de Taipéi City y el Consejo de Agricultura. El TAPMC gestiona las demandas de productos del área de Taipéi en general.

## Alcalde de Kaohsiung
En mayo de 2018, Han ganó la primaria de la alcaldía de Kaohsiung del Kuomintang, y posteriormente fue nominado como candidato a la alcaldía del partido.
Durante la etapa inicial de la campaña, casi no recibió apoyo del partido, ya que se consideraba poco probable que ganara las elecciones. Esto se debe a la presencia tradicionalmente arraigada del Partido Demócrata Progresista en Kaohsiung. Sin embargo, su popularidad se disparó en unos meses durante el período de campaña, lo que también benefició a otros candidatos del KMT. Su campaña de la alcaldía atrajo amplia atención y apoyo. Debido a que parte de su nombre, Han Kuo, se pronuncia igual en mandarín que la palabra para Corea (chino: 韓國; pinyin: Hánguó), este fenómeno se denominó "Hánliú" (chino: 韓流; se refiere a la Ola Coreana). El enfoque principal de su campaña fue sobre la contaminación del aire y el crecimiento económico de Kaohsiung. Haciendo campaña sobre lo que él llamó el estancamiento económico de Kaohsiung que ha llevado a una fuga de cerebros de estudiantes al norte de Taiwán, su campaña no solo logró que se produjera un bloque de votación pan-azul, generalmente latente, en Kaohsiung, sino que también convenció a muchos votantes pan-verdes a Cambia de bando con sus promesas de mayor desarrollo económico.
Han derrotó a Chen Chi-mai en las elecciones locales celebradas el 24 de noviembre de 2018 y se convirtió en el primer alcalde de Kaohsiung afiliado al Kuomintang desde que Wu Den-yih dejó el cargo en 1998.

## Vida personal
Han está casado con Lee Chia-fen, con quien crio a tres hijos.

## Candidatura a la Presidencia de Taiwán
Han celebró una concentración de elecciones presidenciales el 8 de septiembre de 2019 en el Parque Xingfu Shuiyang (chino: 幸福水漾公園) en el distrito de Sanchong, Nuevo Taipéi. El expresidente Ma Ying-jeou y el presidente de KMT Wu Den-yih también estuvieron en el evento. En un discurso en el 10 de octubre de 2019, Han manifestó su tajante rechazo a la política de "Un país, dos sistemas", así como su firme oposición a la independencia de Taiwán. Han transmitió cuatro puntos principales de su plataforma de campaña, que consistían en defender la República de China, amar la cultura china, defender la libertad y la democracia y nunca olvidar a las personas que luchan. Comenzó un permiso de ausencia para concentrarse en su campaña presidencial, delegando deberes de alcalde a Yeh Kuang-shih desde el 15 de octubre de 2019.